# Montalto Dora
Montalto Dora là một đô thị ở tỉnh Torino trong vùng Piedmont, có vị trí cách khoảng 50 km về phía đông bắc của Torino. Tại thời điểm ngày 31 tháng 12 năm 2004, đô thị này có dân số 3.461 người và diện tích là 7,5 km².
Montalto Dora giáp các đô thị: Borgofranco d'Ivrea, Chiaverano, Lessolo, Ivrea, và Fiorano Canavese.